# Blonde (Alizée)
Blonde è il sesto album in studio della cantante francese Alizée, pubblicato nel giugno 2014, anticipato dall'uscita di due singoli, Blonde e Alcaline. Per la creazione del singolo Blonde, Alizée ha modificato il suo look, passando da mora a bionda, mantenendo tale look per tutta la promozione dell'album.
Tra i collaboratori figurano, come autori, Pascal Obispo e Zazie. L'album è stato purtroppo un insuccesso commerciale, che ha spinto Alizée ad annullare un tour che aveva organizzato precedentemente.
Al 2024 risulta essere l'ultimo disco della cantante, che nel 2017 ha dichiarato di non voler più prodursi in nuovi album.

## Tracce
1. Blonde – 3:30 (testo: Pascal Obispo, Franck Dewaere, Lionel Florence – musica: Laurent Konrad)
2. K - O – 3:02 (testo: Lionel Florence, Elodie Hesme, Pascal Obispo – musica: Pascal Obispo, Mickaël Zibi)
3. Alcaline – 3:18 (testo: Lionel Florence, Elodie Hesme – musica: Laurent Konrad, Pascal Obispo)
4. Seulement pour te plaire – 3:28 (testo: Pierre Grillet – musica: Pascal Obispo, Curie Jetter)
5. L'amour renfort – 3:30 (testo: Zazie – musica: Laurent Konrad, Pascal Obispo)
6. Bi – 2:43 (testo: Elodie Hesme, Lionel Florence – musica: Laurent Konrad, Pascal Obispo)
7. Mon planeur – 2:57 (testo: Pierre Grillet – musica: Pascal Obispo, Timothée Selim Aymard, Amoria Draoua)
8. Ce qui tue l'amour – 2:49 (testo: Pierre Grillet – musica: Timothée Selim Aymard, Amoria Draoua, Pascal Obispo)
9. Tweet – 3:21 (testo: Zazie – musica: Pascal Obispo, Mickaël Zibi)
10. Charles est stone – 2:44 (testo: Zazie – musica: Laurent Konrad, Pascal Obispo)
11. Mylène Farmer – 3:08 (testo: Lionel Florence, Thomas Baroche – musica: Jan Pham Huu Tri, Pascal Obispo, John Mamann)
12. Plus de bye bye – 3:55 (testo: Pierre Grillet – musica: Pascal Obispo, Mickaël Malih)

## Classifiche
| Paese             | Classifiche |
| ----------------- | ----------- |
| Francia           | 20          |
| Belgio (Vallonia) | 19          |
| Svizzera          | 79          |
| Messico           | 51          |